# Amazing-Man (DC Comics)
Amazing Man è il nome utilizzato da tre personaggi dei fumetti pubblicati dalla DC Comics, tutti supereroi. Il primo Amazing Man debuttò in All-Star Squadron n. 23 (luglio 1983), e fu creato da Roy Thomas e Jerry Ordway. Il secondo Amazing Man debuttò in Justice League n. 86 (marzo 1994), e fu creato da Dan Vado e Marc Campos. Il terzo Amazing Man debuttò in Justice Society of America vol. 3 n. 12 (marzo 2008), e fu creato da Jeoff Johns e Dale Eaglesham.

## Storia editoriale
Sebbene sia stato ideato degli anni ottanta dallo scrittore Roy Thomas, l'Amazing Man pubblicato dalla DC Comics fu collocato negli anni quaranta e reso un contemporaneo dei vari eroi della Golden Age. Il personaggio fu creato da Thomas come tributo all'Amazing Man di Bill Everett, un personaggio creato per la Centaur Publications proprio durante la Golden Age.

## Biografia del personaggio

### Will Everett
Will Everett era un promettente atleta olimpionico afro-americano che gareggiò nelle olimpiadi di Berlino del 1936, ma la sua carriera post-olimpica lo vide devolvere nella professione di custode dei laboratori di proprietà del Dr. Terry Curtis. Durante un incidente che coinvolse l'esplosione di alcuni materiali cui era vicino (sviluppati dal genio criminale noto come Ultra-Humanite), Everett sviluppò in fretta l'abilità di imitare le proprietà di qualsiasi cosa toccasse (simile al potere dell'Uomo Assorbente della Marvel Comics). Per esempio, se avesse toccato dell'acciaio, il suo corpo sarebbe divenuto d'acciaio.

#### All-Star Squadron
All'inizio, fu impiegato da Ultra-Humanite come scagnozzo insieme a Curtis (alias Cyclotron) e Deathbolt. Tuttavia, le sue simpatie presto sviarono verso il lato dei buoni dopo numerosi incontri con l'All-Star Squadron, un team sia di supereroi della Golden Age che personaggi retroattivi come lui, con cui si unì per sconfiggere i piani del suo capo. Prestò poi un lungo servizio come membro di questa voluminosa organizzazione di uomini misteriosi.
Nel febbraio 1942, lo Squadron aiutò Everett a sconfiggere un criminale intollerante della sua città natale, Detroit, chiamato Il Vero Americano. Durante la prima Crisi, Amazing Man fu uno dei membri del gruppo scelto da Monitor per fermare i propositi di distruzione di Anti-Monitor. In un caso futuro, i poteri di Amazing Man cambiarono, e si ritrovò con il potere di controllo sul magnetismo e perse l'abilità di imitare la materia.

##### Attivista per i diritti civili
Negli anni cinquanta, la sua identità segreta fu rivelata al pubblico da J. Edgar Hoover. Quest'azione mise in pericolo la vita della moglie e dei famigliari di Everett. Durante il movimento per i diritti civili degli anni sessanta, l'assassinio di suo nipote insieme con quelli di due altri attivisti lo spinse a farne parte. Guidò delle marce contro la segregazione razziale attraverso gli Stati Uniti d'America, e aiutò a calmare le rivolte a Detroit. Everett fu anche il responsabile della cattura dell'assassino di Martin Luther King, James Earl Ray. Nell'Universo DC, fu considerato il terzo sostenitore più importante dei diritti civili per gli afro-americani, dietro acclamati, e realmente esistiti, attivisti come il citato King e Malcolm X.

##### Eredi
Si scoprì successivamente che anche il nipote di Everett, Will Everett III (alias "Junior") aveva sviluppato poteri e abilità di mimica. Will Everett Senior fu visto l'ultima volta in un letto d'ospedale visitato dal nipote. Everett Senior stava morendo di cancro. Lo status del figlio, il padre di Amazing Man III, è rimasto sconosciuto. Per un breve periodo, suo nipote portò avanti l'eredità di Amazing Manprima di morire tragicamente. Più tardi, un altro nipote di nome Marcus Clay avrebbe raccolto il mantello di Amazing Man.

### Will Everett III
Will Everett III portò avanti la tradizione eroica di suo nonno, unendosi alla Justice League of America su richiesta di Wonder Woman. Come membro, fu importante per la sconfitta di Overmaster insieme ad altri membri della League e i membri riformati di Cadre of the Immortal. Subito dopo, Capitan Atomo formò un gruppo al di fuori della JLA chiamato Extreme Justice. Rimase nel gruppo fino alla sua fine.
Più tardi si unì alla ufficiosa Justice League Europe riformata da Crimson Fox. Nella loro unica sfortunata avventura, Will fu apparentemente ucciso da una supercriminale chiamata The Mist, insieme a Crimson Fox e a Blue Devil. Nel caso di Amazing Man, Mist lo ingannò nel fargli assumere le proprietà del vetro e quindi lo distrusse. Lo status di suo padre, Will Everett II, è sconosciuto, ma suo cugino, Markus Clay è il nuovo Amazing Man.

### Markus Clay
Il terzo Amazing Man è un uomo di nome Markus Clay, che opera fuori da New Orleans, in Louisiana. È l'altro nipote di Will Everett I, e cugino di Will Everett III. Markus sta tuttora aiutando la popolazione colpita dalla devastazione causata dall'Uragano Katrina. Una recluta recente della Justice Society of America, aiutò il gruppo a comunicare con Gog. Dopo la sconfitta di Gog, Markus ritornò a New Orleans, considerando l'idea di formare un suo gruppo.

## Poteri e abilità
- Will Everett era originariamente capace di trasformarsi in un fac-simile vivente di qualunque materiale con cui venisse a contatto. In seguito, i poteri di Will Everett si alterarono e acquisì l'abilità di attirare o respingere magneticamente gli oggetti metallici con le mani.
- Will Everett III poteva far duplicare al suo corpo, ogni proprietà di ogni materiale inorganico che toccava, dalla roccia al vetro. Se avesse tocato il pavimento, per esempio, sarebbe diventato un essere senziente fatto di pietra vivente, con tutta la forza incommensurabile della pietra ma anche delle sue debolezze. Will Everett III poteva anche assorbire e duplicare vaste quantità d'energia, come quando sconfisse Overmaster prosciugandolo e duplicandone i poteri.
- Markus Clay possiede tutti i poteri dei precedenti Amazing Man.